# دودکش‌پاک‌کن (فیلم ۱۹۰۶)
دودکش‌پاک‌کن (فرانسوی: Jack le ramoneur‎) فیلمی در ژانر صامت به کارگردانی ژرژ ملی‌یس است که در سال ۱۹۰۶ منتشر شد. این فیلم توسط استار فیلم کمپانی ملی‌یس منتشر شد و در کاتالوگ آن شماره ۷۹۱–۸۰۶ است.

## کتابشناسی
- Malthête, Jacques; Mannoni, Laurent (2008), L'oeuvre de Georges Méliès, Paris: Éditions de La Martinière, ISBN 9782732437323